# Koi-Herpesvirus
Das Koi-Herpesvirus (KHV), englisch Cyprinid herpesvirus 3 (CyHV-3), veraltet Carp nephritis and gill necrosis virus (CNGV), wissenschaftlich Cyvirus cyprinidallo3, ist ein höchst infektiöses Virus, das eine seuchenhaft, akut bis subakut verlaufende virale Infektionskrankheit der Karpfen und Koi-Karpfen – die Koi-Herpesvirusinfektion (englisch Koi Herpes Disease) – verursacht. Die Spezies gehört zur Gattung Cyvirus (früher Cyprinivirus) in der Herpesviren-Familie Alloherpesviridae.
Die Inkubationszeit liegt in Abhängigkeit verschiedener Faktoren wie Stress und der jeweiligen Kondition der Fische, zwischen einer Woche und mehreren Monaten. Kommt es zum Ausbruch der Krankheit, liegt die Mortalitätsrate in der Regel zwischen 80 % und 100 % in einem Zeitraum von 24 Stunden bis 14 Tagen.

## Erreger
Der Erreger wurde im Jahr 2000 von Ron Hedrick an der University of California, Davis als Herpesvirus beschrieben.
Das Virus ist ein naher Verwandter des Herpesvirus cyprini (offiziell Cyprinid herpesvirus 1), das bereits 1990 in Japan beschrieben wurde. Beider Spezies werden klassifiziert als DNA-Viren, zugehörend zur Gattung Cyprinivirus in der Virusfamilie Alloherpesviridae. Erstmals aufgetreten und beschrieben wurde das Virus 1997 in Deutschland und 1998 in Israel. Die ca. 296 kbp große doppelsträngigen DNA-Genome von drei Koi-Herpesvirus-Isolaten wurden 2007 durch Takashi Aoki in Japan veröffentlicht, komplett sequenziert, wobei nur geringe Sequenzhomologien zu anderen Herpesvirusgenomen (Gattung Herpesviridae) festgestellt wurden. Diese Unterschiede führten schließlic dazu, dass sie vom International Committee on Taxonomy of Viruses (ICTV) in eine eigene Familie gestellt wurden.
Bislang liegen keine Informationen über die Bedeutung einzelner Virusgene für die Virulenz des Erregers und für die Immunabwehr des Wirtes vor. Deshalb wurden z. B. im Friedrich-Loeffler-Institut große Teile des KHV-Genoms über Plasmid- und Cosmid-Vektoren in Bakterien kloniert. Diese Klone sollen dazu dienen, weitere virale DNA-Sequenzen zu ermitteln, die u. a. zur Etablierung sensitiver PCR-Methoden für den diagnostischen Virusnachweis beitragen könnten. Durch in-vitro-Expression der klonierten Gene sollen immunogene Virusproteine identifiziert und für die serologische Diagnostik genutzt werden. Des Weiteren wird versucht, durch gezielte Gendeletionen rekombinante Koi-Herpesviren herzustellen, die als abgeschwächte Lebendvirus-Vakzinen eingesetzt werden können.

## Vorkommen
Diagnostiziert wird die KHV-Infektion als Erkrankung nur bei Kois und Nutzkarpfen (Cyprinus carpio). Artverwandte Cyprinidenrassen wie Graskarpfen (Ctenopharyngodon idella), Karauschen (Carassius carassius) oder Goldfischen (Carassius auratus) scheinen vom Virus nicht immer unberührt zu bleiben. Gesichert sind diese Angaben insofern, dass KHV bei Goldfischen bereits nachgewiesen wurde, diese nicht erkranken aber durchaus als Träger fungieren können.

## Infektion
Wie die meisten Viren, wird auch das Koi-Herpesvirus durch direkten Kontakt übertragen. Dies können die Fische selbst sein über Hautkontakt und Kiemenausscheidungen, Wasser (z. B. Transportwasser) oder sonstige Flüssigkeiten die Kontakt zu infizierten Fischen hatten. Das Hantieren im Wasser mit den Händen, oder Arbeiten mit Gegenständen wie Keschern, Netzen oder Kontakt mit dem Schuhwerk reichen bereits aus, um das Virus zu übertragen. Wasservögel können ebenfalls das Virus ins Wasser einbringen, obwohl das Virus nicht länger als zwei Stunden außerhalb seines Lebensraumes überlebt. Vor allem Kormorane werden für die Verbreitung verantwortlich gemacht. Ohne einen empfänglichen Fisch als Wirt überlebt das Virus maximal 14 Tage im Wasser. In den meisten Fällen wird das Virus durch Neuzugänge von Fischen in den Bestand verschleppt.

## Nachweis
Untersuchungen von Fischen auf Krankheiten werden üblicherweise in Zellkulturen nachgewiesen. Beim Koi-Herpesvirus ist diese Methode nur bedingt einsetzbar. Unterschiedliche Merkmale sowie die Wandlungsfähigkeit des Virus führen trotz genau definierter Zelllinien zu ungenauen oder falschen Ergebnissen. Die Polymerasekettenreaktion (PCR) besitzt eine größere Empfindlichkeit. Hierzu werden Bruchstücke des Virusgenoms molekularbiologisch im Test nachgewiesen. Die Kombination dieser Untersuchung mit der klinischen Begutachtung lässt eine Aussage über ein mögliches Vorhandensein des Virus zu. Bei einem negativen Ergebnis bietet aber auch diese Methode keine 100%ige Sicherheit.
Ein weiteres Nachweisverfahren ist der sogenannte LAMP-Test (Loop-mediated Isothermal Amplification). LAMP funktioniert, vereinfacht ausgedrückt, nach dem Prinzip, das mittels eines Primers gezielt nach Teilen des CyHv-3-Gens gesucht wird. Durch ein farblich dargestelltes Ergebnis, welches unter Zugabe einer Reagenz einen Farbumschlag hervorruft, lässt sich dann das Ergebnis sehr leicht ablesen. Grün bedeutet, eine LAMP Reaktion liegt vor, Orange bedeutet die Probe zeigt keine Infektion mit KHV. Durch die geringe Diagnosedauer, weniger als zwei Stunden, bietet sich das LAMP Verfahren für eine schnelle Diagnose des KHV geradezu an. Trotz der geringen Diagnosezeit ist die LAMP basierende Diagnose ebenso zuverlässig als die weit aufwändigere PCR-Analyse. LAMP ist jedoch ein nicht leicht durchzuführender Test, da man auch hier eine gewisse Laborerfahrung benötigt. Er ist allerdings, im Gegensatz zum etablierten PCR, für den Einsatz „vor Ort“ geeignet. Im Gegensatz zur PCR, die nur in speziellen Labors durchgeführt werden kann, kann die LAMP-Methode in privaten Kliniken und Tierarztpraxen zur Diagnose des Koi-Herpes-Virus verwendet werden.
Da der negative Nachweis eine Infektion nicht ausschließt, sollte bei toten Tieren eine Organprobe aus Kiemen, Leber, Nieren, der Milz und dem Gehirn entnommen werden und diese, nach den Anforderungen des Testlabors, zur Untersuchung gelangen.

## Untersuchungsstellen
Folgende Einrichtungen sind auf Fischuntersuchungen spezialisiert
- Friedrich-Loeffler-Institut (FLI), Bundesforschungsinstitut für Tiergesundheit, Nationales Referenzlabor für die KHV-Infektion Insel Riems
- Institut für Zoologie, Fischereibiologie und Fischkrankheiten München (Tierärztliche Fakultät der Ludwig-Maximilians-Universität München)
- Fischgesundheitsdienst Bayern
- Tauros Diagnostik der Universität Bielefeld
- Stiftung Tierärztliche Hochschule Hannover, Fachgebiet Fischkrankheiten
- Niedersächsisches Landesamt für Verbraucherschutz und Lebensmittelsicherheit (LAVES) – Veterinärinstitut Hannover
- Landesbetrieb Hessisches Landeslabor – Veterinärmedizin